# ビリャロブレド

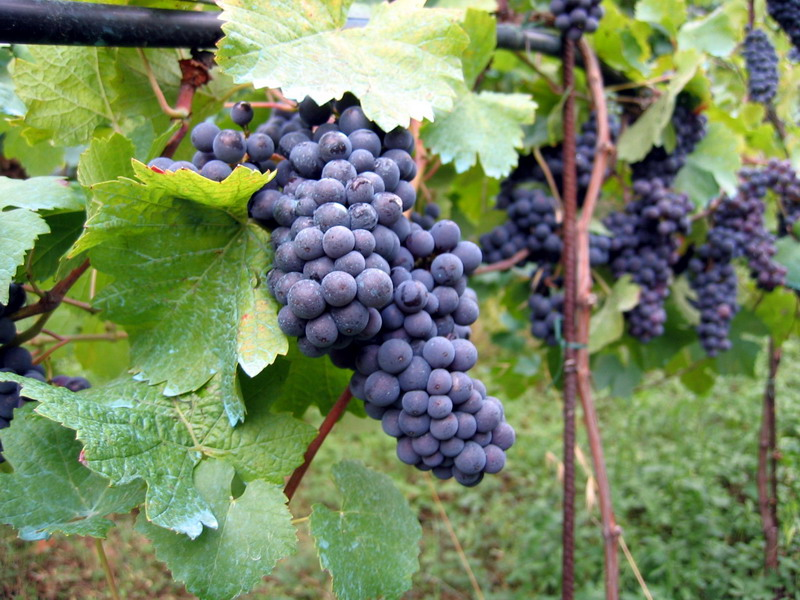
ワイン用ぶどう

ビリャロブレド（Villarrobledo）は、スペイン・カスティーリャ＝ラ・マンチャ州アルバセーテ県のムニシピオ（基礎自治体）。
世界最大のワイン産地であるラ・マンチャ (DO)に含まれており、ビリャロブレドは30,000ヘクタール以上（約4,800万本）もの広大なぶどう畑に覆われている。 マンチェゴ・チーズの生産と輸出の中心地でもある。ほかに重要な産業としては、金属加工と運輸業がある。

## 地理
ラ・マンチャ地方の中心部に位置する。ラ・マンチャ地方は面積26,000km2におよぶ平原で、南メセタの東半分を占め、標高は600mから800mである。ラ・マンチャ地方はトレド山脈、シエラモネラ山脈、アルカラス山脈、クエンカ山脈に囲まれている。
ビリャロブレドの標高は721mであり、鉄道駅は713.5m、エラ・デ・カラスコは739mである。自治体の面積は861.25km2であり、スペイン第16位である。自治体の緯度経度は北緯39度16分10秒 西経02度36分15秒 / 北緯39.26944度 西経2.60417度である。自治体内をサランカ川（グアディアナ川の支流）、コルコレス川とソトゥエラモス川（サランカ川の支流）が流れている。

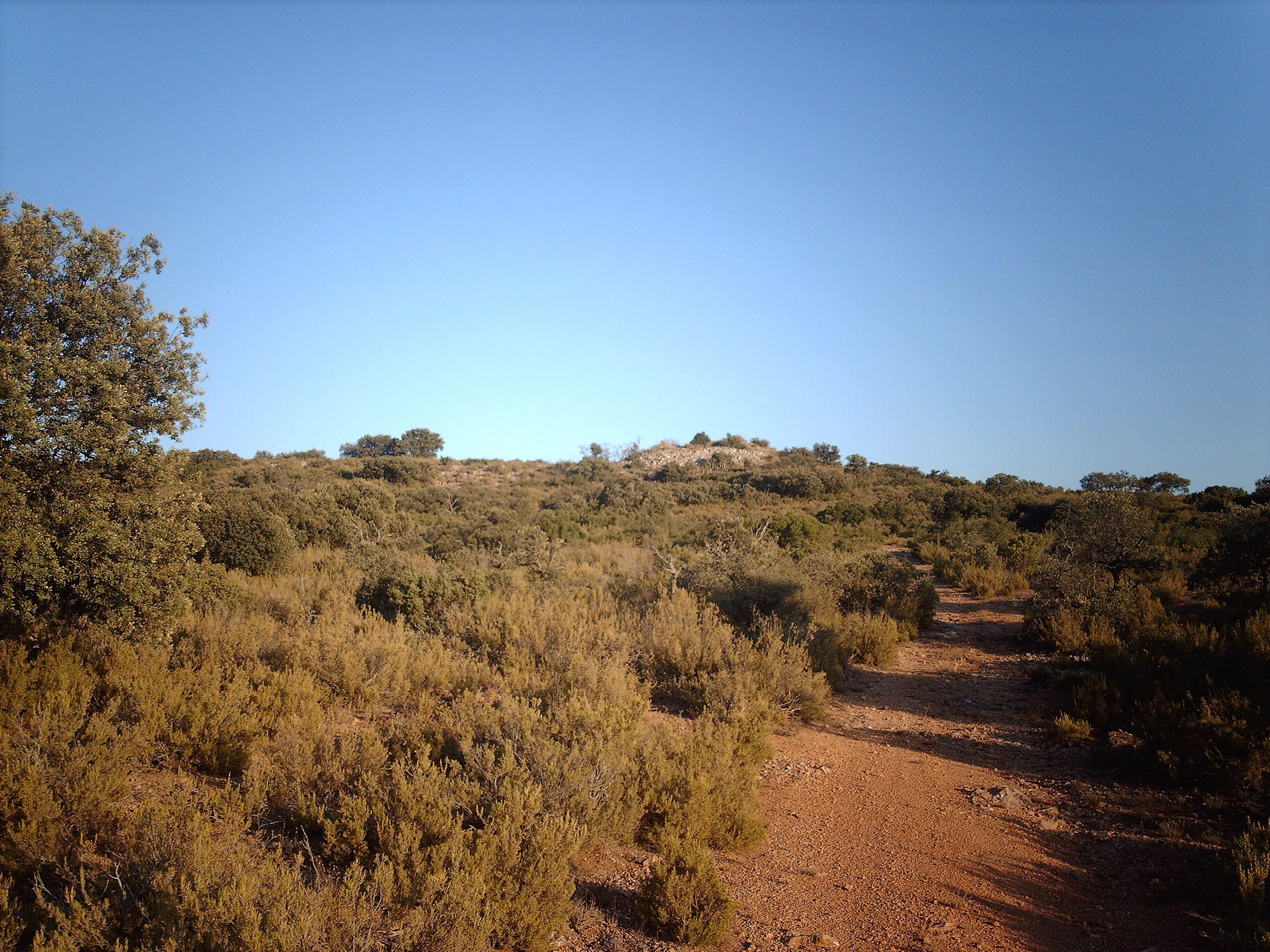
ビリャロブレドのラ・エンカンターダ

## 気候
ビリャロブレドの気候は、気温の変化が激しい。摂氏マイナス20度以下を記録したことがあるほど冬季は寒く、40度を超えるほど夏季は暑い。夏にはソラノと呼ばれる東風が吹き、冬にはシエルソと呼ばれる冷たい北西の風が吹く。一年中吹く南西からの風はアブレゴと呼ばれる。気温は極端に変わるが、冬も夏も乾燥している。春と秋は心地よい気候となる。
雨は乏しく、おもに春と秋の終わりに降る。年平均降水量は39.02mmである。夏にときたま降る雨は、大きな嵐となる。降雪は多くないが、12月と1月に見られ、まれに春にもある。

## 文化
次の催し物が有名である。
- ビリャロブレドの謝肉祭（スペイン語版）[1]
- ビニャ・ロックミュージックフェスティバル[2]
- 聖週間[3]
- 国際チェス競技会

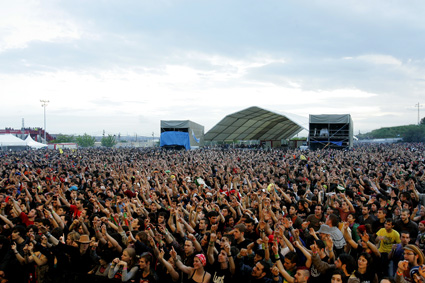
ロック・フェスティバル
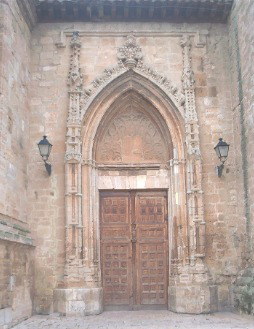
ゴシック建築のサン・バラス教会（14世紀）
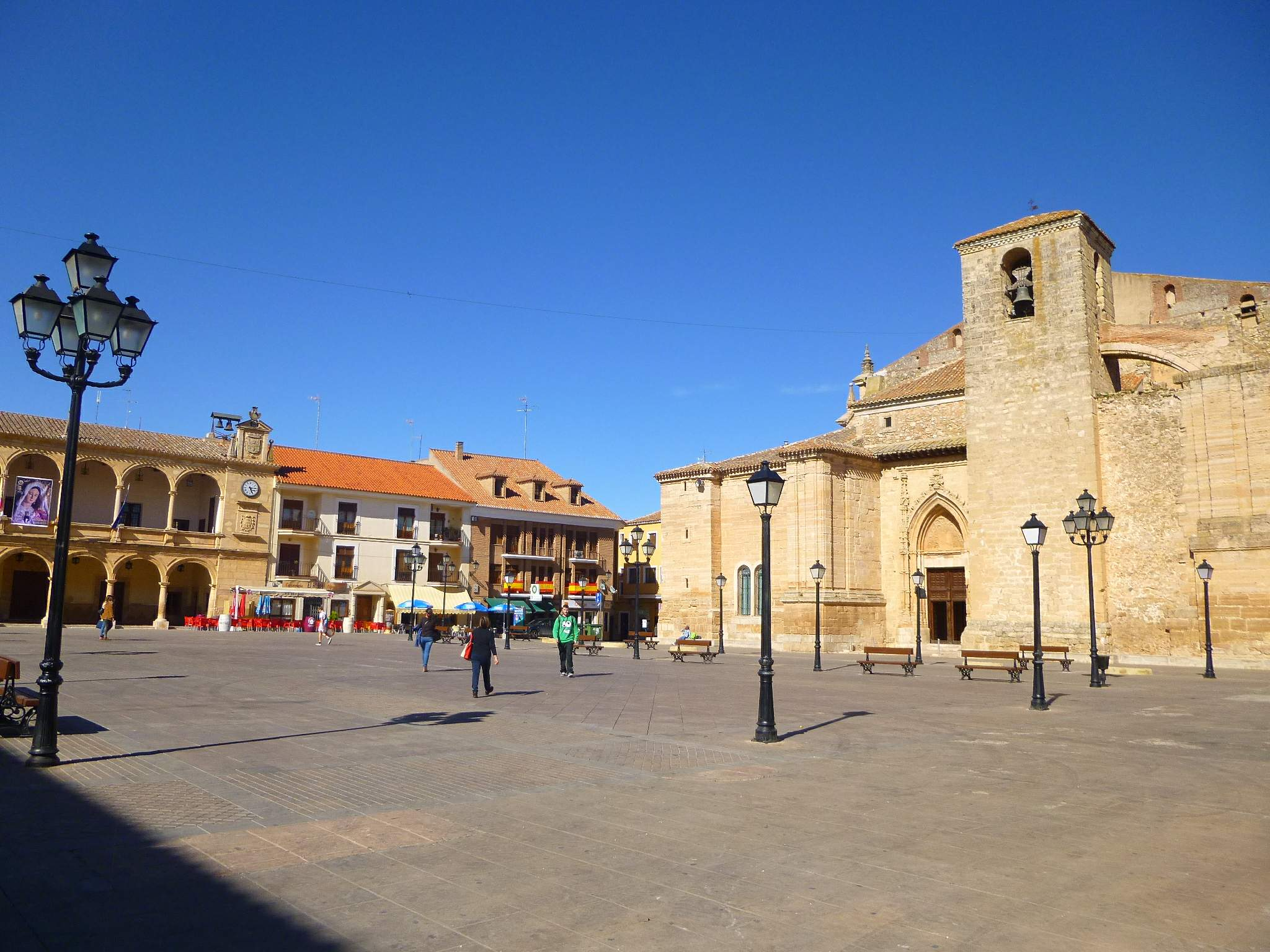
ルネサンス建築（1599年）の市庁舎[要出典]
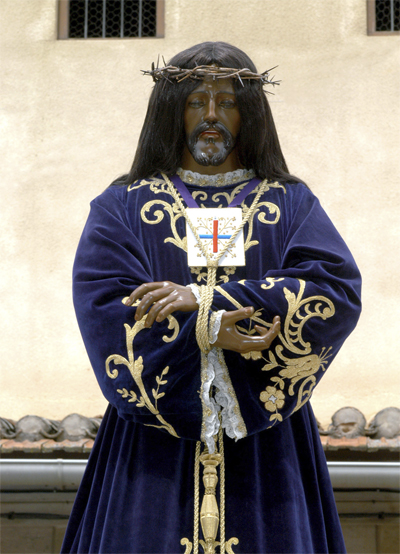
聖週間のイエス像